# Горбунова, Елена Анисимовна
Елена Анисимовна Горбунова (1927—2021) — советская учёная и педагог, кандидат педагогических наук, профессор.
Опубликовала более 80 печатных работ, являлась соавтором ряда учебных пособий и учебников для высших учебных заведений.

## Биография
Родилась 21 мая 1927 года.
С 1934 по 1941 год училась в московской школе № 72. С началом Великой Отечественной войны участвовала в защите Москвы. С 1942 года работала чертёжницей, табельщицей и копировальщицей на оборонном заводе, одновременно училась в школе рабочей молодежи. С 1944 по 1945 год по направлению Киевского райкома ВЛКСМ города Москвы работала в детском доме № 20. С 1946 по 1950 год обучалась на дефектологическом факультете Московского государственного педагогического института имени В. И. Ленина (МГПИ имени В. И. Ленина, ныне Московский педагогический государственный университет), по окончании которого работала в школе № 337 города Москвы учителем начальных классов.
С 1953 по 1956 год Елена Горбунова обучалась в аспирантуре МГПИ имени В. И. Ленина и с 1956 года начала работать на кафедре сурдопедагогики этого же вуза. В 1965 году защитила кандидатскую диссертацию на тему «Пути повышения роли объяснительного чтения в познавательной деятельности глухих учащихся». В 1984 году она перешла в состав вновь организованной кафедры русского языка дефектологического факультета, которая в 1987 году была переименована в кафедру русского языка и специальную методику его преподавания. С 1987 по 1997 год Е. А. Горбунова была заместителем заведующего этой кафедры. В 2001 году она была утверждена в должности профессора кафедры русского языка и специальной методики его преподавания МПГУ; под её руководством были защищены десятки дипломных работ и ряд кандидатских диссертаций.
Наряду с педагогической деятельностью вела общественную, научную и учебно-методическую работу. Являлась организатором и участником ряда научных и научно-практических конференций по сурдопедагогике, выступала оппонентом на защитах диссертаций по педагогическим наукам. Читала лекции на курсах повышения квалификации и переподготовки учителей в разных городах Советского Союза: Новосибирске, Красноярске, Иркутске, Омске, Перми, Тамбове, Кирове, Белгороде, Кустанае, Ташкенте, Алма-Ате и других. Была председателем государственной экзаменационной комиссии в Киеве, секретарём партийной организации факультета и членом Совета ветеранов МПГУ.
Педагогическую деятельность Елена Анисимовна Горбунова завершила в 2006 году и проживала в Москве.
Умерла 2 марта 2021 года в Москве. Замужем с 1949 года была за Горбуновым Виктором Петровичем с 1949 год, в семье родилась дочь Ольга, также выпускница МГПИ имени В. И. Ленина.

## Заслуги
- Была награждена медалями «За доблестный труд в Великой Отечественной войне 1941—1945», «В память 850-летия Москвы», «Ветеран труда» и юбилейными медалями.
- Удостоена нагрудных знаков «Отличник народного просвещения», «Отличник просвещения СССР», «За отличные успехи в области высшего образования СССР».
- За достижения в учебно-воспитательной работе и многолетнюю успешную научную, учебно-методическую и общественную деятельность награждена грамотами Министерства просвещения, благодарностями и почетными грамотами МГПИ имени В. И. Ленина и МПГУ.